# Здание имени Эдгара Гувера
Здание Эдгара Гувера располагается в г. Вашингтон и является штаб-квартирой ФБР.
Здание названо в честь бывшего директора ФБР Эдгара Гувера.
Адрес здания: 935 Pennsylvania Avenue NW.

## Характеристика
Здание площадью в 260 209,9 м² внутреннего пространства, имеет три этажа под землёй, а также подземный гараж, специальную, безопасную систему лифтов и коридоров. Высота здания — 49 метров. Его внутренняя сопутствующая инфраструктура включает:
- Лекционный зал.
- Мастерскую по ремонту автомобилей.
- Баскетбольную площадку.
- Тренажёрные залы.
- Фильмотеку.
- Медпункт.
- Морг.
- Типографию.
- Актовый зал на 700 мест.

Архитектура фирмы Charles F. Murphy and Associates.
По состоянию на 2012 год, срок использования здания Гувера близится к концу.